# Paolo Rondelli
Paolo Rondelli (né le 17 juin 1963) est un homme politique et diplomate saint-marinais. Il est capitaine-régent, avec Oscar Mina, du 1er avril au 1er octobre 2022.

## Biographie
Né le 17 juin 1963 à Saint-Marin, Paolo Rondelli est diplômé des universités de Bologne, d'Urbino et de Rome « Tor Vergata ». Il est ingénieur de formation.
En 1998, Rondelli est nommé président du conseil d'administration de l'Azienda Autonoma di Stato di Produzione (ministère des Travaux publics). Il occupe ce poste jusqu'en novembre 2003. D'avril 2005 à août 2006, il est chef du département des Affaires étrangères et politiques, de la Planification économique et de la Justice de la République de Saint-Marin et chef de cabinet du ministre. À ce titre, il représente son pays à l'Assemblée générale des Nations unies à New York en septembre 2005, à l'Assemblée générale de l'UNESCO à Paris en octobre 2005 et au Comité du patrimoine mondial de l'UNESCO à Vilnius en juillet 2006.
Depuis avril 2005, Rondelli est membre de la délégation de Saint-Marin au Congrès des pouvoirs locaux et régionaux du Conseil de l'Europe. À ce titre, il a été membre des missions d'observation électorale dans de nombreux pays.

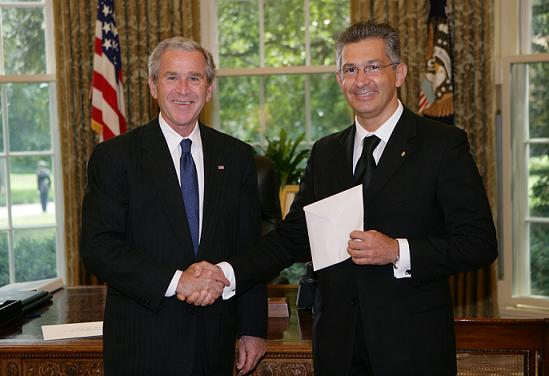
L'ambassadeur Rondelli avec le président des États-Unis George W. Bush.

Du 25 juillet 2007 à octobre 2016, Rondelli occupe le poste d'ambassadeur de Saint-Marin aux États-Unis.
En 2019, il est élu député au Grand Conseil général, le parlement de Saint-Marin, sous l'étiquette du Mouvement civique R.E.T.E..
En mars 2022, Rondelli est élu comme l'un des deux capitaines régents de Saint-Marin. Il prend ses fonctions pour un semestre le 1er avril suivant et devient à ce titre le premier chef d'État ouvertement homosexuel au monde,.